# レオン・ロッシュ
ミシェル・ジュール・マリー・レオン・ロッシュ（Michel Jules Marie Léon Roches、1809年9月27日 - 1900年6月23日）は、フランスの外交官。駐日フランス帝国公使。幕末期の江戸幕府を支援した。

## 生涯

### 来日まで
フランスのグルノーブル出身。1828年、グルノーブル大学に入学するがわずか半年で退学し、アフリカのアルジェリアに派遣されるフランスの遠征軍に参加し、アルジェリア侵攻以来フランス軍に対する抵抗運動を行っていたアブド・アルカーディルに対して戦闘を停止するよう交渉した。ロッシュはフランス軍とアル=カーディルの二重スパイを務めていたといわれている。
その後、父の命でフランスに呼び戻され、アラビア語の通訳官となる。ロッシュはそのため、アラビア語に堪能となり、アフリカ諸国で総領事を務めることとなった。特に1860年代初頭に領事を務めたサドク・ベイ治下のフサイン朝では、ハイルディーン・パシャにより進められていた、イスラーム世界及びアフリカ世界初となる憲法制定運動などの近代化改革の助言者となった。

### 駐日フランス公使

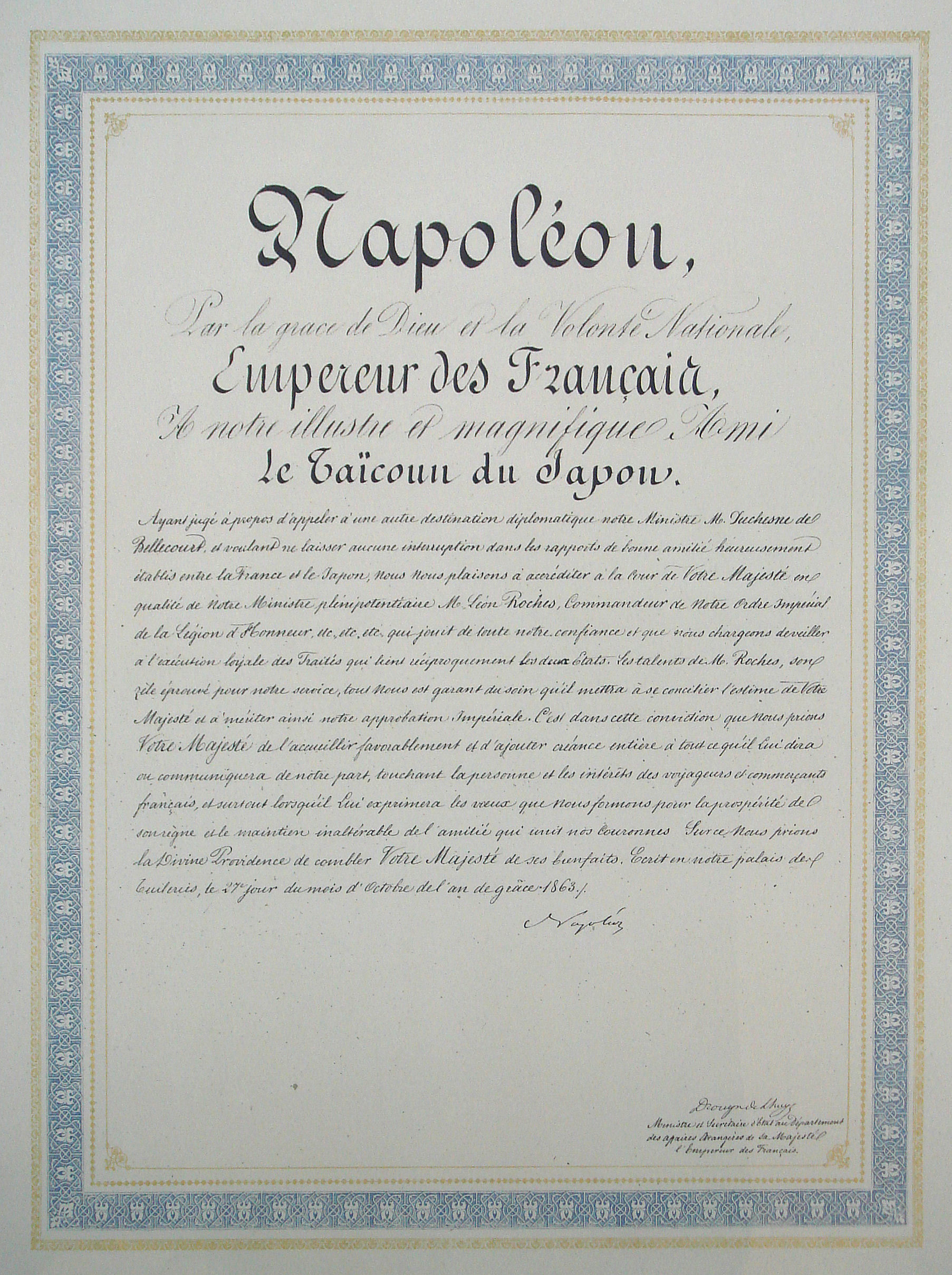
ロッシュを駐日フランス公使に任命する旨が記されたナポレオン3世の信任状、1863年10月23日付け。外務省外交史料館所蔵

1863年6月7日、ロッシュは駐日公使に任ぜられた。翌1864年4月27日（元治元年3月22日）、初代駐日公使であったドゥシェーヌ・ド・ベルクールが、幕府にロッシュの着任を報告している。5月21日に幕府に信任状を提出した。ロッシュはアラビア語には堪能であったが、日本語には疎かったため、元箱館の宣教師で、デュシェーヌ・ド・ベルクールの通訳を務めていたメルメ・カションを公使館の通訳としている。1866年（慶応2年）末にカションが帰国した後はフランス公使館に通訳はおらず、塩田三郎ら幕臣が通訳を務めた。これは多数の通訳官を有していた英国公使館とは対照的であり、結果、反幕府勢力に関する情報収集能力に欠けることとなった。
ロッシュの最初の仕事は、前年から外国船が航行不能となっている下関問題の解決であった。ロッシュは英国公使ラザフォード・オールコック、米国公使ロバート・プルイン、オランダ領事のディルク・デ・グラーフ・ファン・ポルスブルックと共同で、幕府に下関通行および横浜鎖港に関する覚書を作成、5月30日（4月25日）にこれを幕府に提出した。7月22日（6月19日）、四カ国代表は下関攻撃の共同協定に合意。8月28日および29日（7月27日および28日）、連合艦隊は横浜を出航、下関に向かった。9月5日（8月5日）、四カ国連合艦隊は下関の攻撃を開始、戦闘は2日で終結し、9月18日（8月18日）には講和が成立した。この時点では、先任のベルクールと同様、英国との協調路線を取っていた。
1864年12月8日（元治元年11月10日）、ロッシュは幕府からの製鉄所と造船所の建設斡旋を依頼された。このことがきっかけとなり、ロッシュは幕府寄りの立場を取るようになる。また、新任の英国公使ハリー・パークスへの対抗意識もあり、内政不干渉を建前とする英国とは異なり、フランスは積極的に幕府を支援していく。主な政策は以下の通りである。
- 横須賀製鉄所建設：1865年1月24日約定書提出、10月13日工事開始
- 横浜仏語伝習所設立：1865年4月1日開校
- パリ万国博覧会への参加推薦：1865年8月15日に幕府承諾
- 経済使節団を来日させ、600万ドルの対日借款・武器契約の売り込み：1866年
- 軍事顧問団の招聘：1867年1月13日より訓練開始

さらに、徳川慶喜が将軍となると幕政改革の構想を建言し幕府中心の統一政権確立に努めた（慶応の改革として実現する）。ロッシュの幕府への極度の肩入れは、フランス本国の意向を無視したものとなり、最後は「個人外交」の様相を呈してきたため、フランス外務省はロッシュに帰国命令を出したが、帰国命令が届いたときにはすでに幕府は崩壊していた。
1868年1月1日（慶応3年12月7日）に予定された兵庫開港を見守るため、各国外交団は前年12月から大坂に滞在していた。1月6日（12月12日）、京都での政争に敗れた慶喜は大坂へ下った。
1月8日（12月14日）、ロッシュは慶喜との会見の約束をとったが、これを知ったパークスが強引に割り込んだ。ここで慶喜は両公使に大政奉還以降の経緯を述べ、また両公使の意見を求めた。その後も情勢は急激に動き、1868年1月27日-30日（慶応4年1月3日-6日）に発生した鳥羽・伏見の戦いで幕府軍は敗北、徳川慶喜は江戸へ脱出した。幕府軍の敗北によりロッシュは外交団の中で孤立する。ロッシュは江戸に戻り、2月12日（1月19日）、19日、20日に江戸城に登城、20日の謁見には着任したばかりのフランス極東艦隊司令官オイエ（Marie Gustave Hector Ohier）提督を伴い、慶喜に再起を促したが慶喜はこれを拒否した。
その後ロッシュは兵庫へ戻り、他国の外交団と共同歩調をとり、明治政府に対して行くことになる。神戸事件、堺事件、キリスト教徒の保護など解決すべき事件は多かった。3月23日（2月30日）には明治天皇に謁見した。しかし、まもなくロッシュは公使を罷免され、1868年6月23日（慶応4年5月4日）に日本を離れて帰国の途についた。彼の後任にはマキシミリアン・ウートレーが就任した。

### その後
フランスに帰ったロッシュは、外交官を辞し引退した。1900年6月23日、ボルドー郊外において90歳の長寿で没した。

## その他
1858年の日仏修好通商条約から数えて国交開始150周年となる2008年に、NPO法人・日仏友好協会が日仏両国の代表的な人物を意匠としたフレーム切手を作成した。ロッシュはその「幕末シリーズ」10人の中に選ばれている（日本郵政が発行した記念切手ではない）。

## 著作
- 「回想のイスラーム 1832–1845（Trente-deux ans à travers l'Islam）」矢田部厚彦 訳、杉田英明 校訂、法政大学出版局 2025年